# Another Code: Recollection
Another Code: Recollection (アナザーコード リコレクション：２つの記憶 / 記憶の扉?, Anazā Kōdo Rikorekushon: Futatsu no kioku / Kioku no tobira) è un videogioco di avventura grafica per Nintendo Switch sviluppato da Arc System Works e pubblicato da Nintendo. È un remake dei giochi Another Code: Two Memories (2005) e Another Code: R - Viaggio al confine della memoria (2009), originariamente usciti per Nintendo DS e Wii. 
Come nei giochi originali, i giocatori controllano la protagonista Ashley Mizuki Robins nella sua ricerca per il padre sull'Isola Blood Edward e per la madre sul Lake Juliet. Oltre a presentare grafiche e gameplay aggiornati, entrambi i remake presentano cambi di trama, specialmente nella riedizione di Viaggio al confine della memoria, il quale devia molto dall'originale.

## Trama

### Two Memories
Il 24 febbraio 2005, un giorno prima del suo compleanno, la tredicenne Ashley Mizuki Robins sbarca da Seattle sull'Isola Blood Edward con la zia Jessica dopo aver ricevuto una lettera dal padre Richard, fin'ora presunto morto, ed un dispositivo portatile chiamato "DAS" (Dual Another System). Al loro arrivo, Richard non è presente, quindi Jessica va a cercarlo; ma quando non fa ritorno, Ashley si avventura fuori per trovare entrambi. Nei dintorni dell'isola, conosce e fa amicizia con un fantasma di 10 anni chiamato D che ha perso la memoria e che vuole scoprire la verità sulla sua morte. I due allora entrano nella magione Edward, che scandagliano per trovare indizi sulle posizioni di Jessica, Richard, e i ricordi di D.
Nell'edificio, il duo apprendono della storia della famiglia Edward, a cui D appartiene: la sua vera identità è "Daniel Edward" , un bambino afflito da problemi cardiaci, figlio di Thomas Edward e nipote di Henry Edward. Visitò l'isola col padre quando il bisnonno Lawrence Edward stava in letto di morte, dove fece amicizia con una ragazzina chiamata Franny, sua cugina. Allo stesso tempo, Ashley conosce il padre Richard, del quale è sospettosa. Chiede alla figlia di recuperare tre chiavi per un apparecchio detto "Another", ovvero un marchingegno in grado di rimpiazzare le memorie di un individuo con ricordi falsi, sviluppato per motivi umanitari durante la permanenza dei suoi genitori ai MJ Labs. Durante la ricerca delle chiavi, Ashley scopre che sua madre, Sayoko, fu uccisa la notte del suo terzo compleanno. Allora lei chiede al padre di più sulla morte della mamma, il quale però le urla contro per non aver ritrovato le chiavi.
Più tardi, Ashley scova la zia Jessica, che è stata intrappolata nella cantina della magione. Le rivela che un vecchio collega del padre e della madre, Bill Edward, l'ha catturata e trascinata là. Inoltre, con l'aiuto di D, trovano un laboratorio sotterraneo, dove fanno la conoscenza di un uomo che si presenta come Richard Robins. Dopo un malinteso, padre e figlia capiscono che colui che avevano incontrato prima era in realtà Bill, il quale ha modificato i ricordi di Richard, facendolo credere che lui abbia ucciso la moglie. Con l'aiuto di Another, riescono a ricostruire la verità di quella sera, e inseguono l'ex collega nella cava dell'isola, dove lui prende Ashley in ostaggio. In quel momento, si rende conto che 10 anni prima Bill uccise Sayoko; lui spiega che a causa della gelosia e ira scaturita dal suo "tradimento", lui irruppe in casa loro, sparò la scienziata e tentò di rubare Another. Quando sta per sparare padre e figlia, D si manifesta, spaventandolo e facendolo cadere alla sua morte.
La morte di Bill ricorda D della sua stessa morte: il padre tentò di ingannare il fratello Henry nel firmare un'eredità falsa, ed in seguito al suo rifiuto lo minacciò con una pistola. In auto difesa, Henry fu in grado di strappargliela di mano e lo sparò. Il piccolo D, vedendo la morte di Thomas, scappò nelle cave dell'isola, dove a causa di dolori cardiaci nel petto, perse l'equilibrio su un picco e cadde giù. Ashley e Richard vedono sul portatile di Bill che i dati di Another sono stati trasferiti ad un user sconosciuto chiamato "j.c.valley_013". Finalmente discesi sulla spiaggia, con una piena luna in cielo, Ashley e D si salutano per un'ultima volta, ora finalmente capace di ascendere all'aldilà con lo spirito in pace. Jessica e Richard recuperano la ragazzina, e s'imbarcano per tornare a Seattle.

### Viaggio al confine della memoria
Il 24 agosto 2007, due anni dopo gli eventi sull'Isola Blood Edward, Ashley raggiunge il Lake Juliet in seguito ad una chiamata del padre ed an un pacco contenente il "DAS". Al suo arrivo alla fermata dell'autobus, però, le viene rubato lo zaino; allora discende nel campeggio dove si trovava Richard e i suoi colleghi di lavoro per chiedere aiuto. Dopo aver parlato con le guardie del luogo riguardo alla borsa rubata, si scambia delle parole amare col padre. Doveva suonare con la sua band ad un concorso; Richard ributta dicendo che voleva farle visitare il lago poiché Sayoko l'aveva visitato con lei 13 anni prima. Ci pensa su, e effettivamente si rende conto che stava avendo visioni della madre da quando era arrivata. Lui le da allora un secondo dispositivo portatile, il "RAS" (Reboot Another System). 
Al campeggio, Ashley continua ad incontrare un certo Ryan Gray, un dipendente della J.C. Valley che dichiara di aver conosciuto Sayoko. Più tardi, trova un ragazzino precipitato per sbaglio giù in un pozzo che una volta salvato, si presenta come Matthew Crusoe, ovvero il ragazzino che le aveva rubato lo zaino alla fermata del bus. Pedinato da un giornalista misterioso, cercava anch'egli indizi sul padre Michael, che dopo aver vinto la lotteria scomparve. Voleva rendere il lago un resort di lusso, però fu incastrato ingiustamente dai residenti per l'inquinamento dell'area. Una volta arrivati sulla torre dell'orologio, Matthew inizia a ricordare la sorellina, Kelly, la cui morte aveva soppresso; 5 anni prima mentre i fratelli giocavano, lei cadde giù dalla torre. Allora il giornalista che fin'ora li aveva pedinati, si presenta come Greg Davis, ex-socio del padre Michael. Voleva ripulirgli il nome, e finalmente può rivelare al ragazzino che il padre è ancora vivo, sebbene in coma. Allora abbandonano insieme il campeggio, lasciando Ashley ad investigare il suo passato da sola.
Dopo aver ricevuto una chiamata da Ryan, che la informa di una presunta riunione con Richard alla J.C. Valley, lei viene imboscata da Sofia Callaghan, una dei colleghi del padre, che la intrappola in uno dei laboratori. È in grado di liberarsi e avverte Gina Barnes e Ian Tyler, altri due impiegati, delle intenzioni di Sofia; a loro volta i due la informano che Richard non era stato quel giorno nei laboratori, e che Sofia probabilmente stava lavorando con un complice al fine di rubare informazioni su "Another". La ricercatrice prende d'ostaggio la protagonista con una pistola, ed una volta salvata dal padre, è presa da Ryan che la porta con se in un laboratorio segreto dedicato esclusivamente al progetto EC, ovvero un altro "Another", dove lui intende piantare nella sua mente i ricordi di Sayoko e cancellare i suoi. Allora un'apparizione della madre le dice di usare il "RAS" per salvarsi, in quanto è in grado di annullare la funzione di scrittura di "Another". Si sveglia ad un Ryan frustrato, che scompare.
Allora Rex Alfred, il direttore della J.C. Valley, rivela tutta la verità del posto: innanzitutto, il primo direttore del laboratorio Judd Fitzgerald 13 anni prima chiamò Sayoko e le pose un ultimatum; dovette scegliere tra la sua famiglia e il progetto EC. Dopo che scelse la sua famiglia, Judd estrasse i suoi ricordi da scienziata; però vedendo la tristezza nei suoi occhi, Rex li raccolse in una collana contenente memoria liquida e gliela regalò. Poi, racconta che Ryan è il figlio di Judd, e che morì 15 anni prima in seguito ad un esperimento fallito con un incompleto "Another", che tentò di usare per cancellare i suoi ricordi della tragedia della madre. Infine, Judd è responsabile per la cattiva fama del padre di Matthew, poiché aveva installato delle telecamere su tutta l'isola per proteggere la sua ricerca.
Quindi Ashley e Richard si dirigono su un isolotto vicino al lago, dove si trova la tomba di Ryan. Si manifesta come fantasma alla ragazza, e gli conta di come una volta registrati i suoi ricordi in memoria liquida, nacque uno spirito con una coscienza propria. Fu in grado di liberarsi quando una tempesta attaccò i laboratori, facendo fuoriuscire la memoria liquida nell'acqua del lago, inquinandola e trasformandola nel suo nuovo cervello. Lui causò la morte di Judd ed è la causa dei tentativi di furto di Bill e Sofia, poiché necessitava del vero "Another" per riunirsi con Sayoko. Ma sapendo del messaggio della scienziata attraverso il "RAS", è in grado di passare all'aldilà pacificamente.
Il giorno dopo, Ashley dice addio ai campeggiatori, e riparte con la zia Jessica in autobus.

## Differenze dalle versioni originali
Another Code: Recollection presenta diverse differenze rispetto alle versioni originali di Another Code: Two Memories e Another Code: R - Viaggio al confine della memoria. Una delle principali novità è la presenza di cutscene rifatte o aggiunte, con i personaggi che parlano in inglese o giapponese a seconda dell'edizione del gioco. Inoltre, sono stati introdotti nuovi puzzle non presenti nelle versioni originali. In Two Memories, la prospettiva dall'alto verso il basso è stata sostituita da una telecamera in terza persona, mentre in Viaggio al confine della memoria, i giocatori possono esplorare un mondo completamente in 3D, anziché 2.5D. Il sistema DAS non è più utilizzato come menu di gioco, ma è stato sostituito da uno standard. I ricordi visualizzati durante il gioco ora hanno uno stile diverso e alterato.
L'adattamento nordamericano è più fedele alle versioni giapponesi ed europee di Another Code: Two Memories, anziché alla versione Trace Memory. Ciò si riflette nel carattere di Ashley, che appare meno agitata e infastidita rispetto alla versione originale. Viaggio al confine della memoria ha subito grossi cambiamenti nella trama, con l'omissione di personaggi come Lucy Graham e Sall Hillman, e la reinvenzione di altri, come Ian Tyler e Janet Rice. Alcuni personaggi subiscono destini diversi rispetto alle versioni originali, come Ryan Gray. Inoltre, molte sequenze di gioco sono state omesse, tra cui quella in cui Matthew si ammala e Richard perde temporaneamente la memoria. Il cognome della famiglia di Ashley è stato uniformato a livello internazionale, passando da "Robins" a un unico cognome per tutte le regioni.
I personaggi sono stati resi in cel-shading, con un ridisegno significativo, specialmente in Viaggio al confine della memoria. Personaggi come Dan Maxwell, Janet Rice, Charlotte Graham, Sofia Callaghan e Ryan Gray appaiono notevolmente diversi. Molti personaggi indossano nuovi vestiti e accessori, come Ashley, Jessica e Cliff Fox, che ora indossano pantaloni, collane e orologi. L'aspetto del DAS è stato modificato per assomigliare a un Nintendo Switch, con lati bianchi e luci neon blu. Sono stati introdotti nuovi collezionabili, come la chiave "Another". In Two Memories, il modello di Ashley include una sacchetta non presente nelle versioni originali, e sulla sua felpa è presente un riferimento a Pinkie Rabbit, poiché il logo della North Wells University ha delle orecchie da coniglio.

## Modalità di gioco
Another Code: Recollection è un gioco d'avventura grafica misto rompicapo in 3 dimensioni. I giocatori controllano la protagonista Ashley Mizuki Robins da una telecamera in terza persona mentre risolve i puzzle sull'isola Blood Edward (Two Memories) e Lake Juliet (Viaggio al confine della memoria). In entrambi i giochi, si usa il "DAS", un dispositivo elettronico che ricorda il Nintendo Switch che funzione come telecamera, scanner per messaggi QR e database dei personaggi; tramite il "RAS" il "DAS" diventa un lettore di carte. Le interazioni con gli altri personaggi comunque ritengono lo stile da visual novel presente nei giochi originali, con la novità di modelli 3D, doppiaggi, nuvolette di pensiero e di dialogo da fumetti. Inoltre, è presente un sistema d'indizi, nel caso i giocatori non siano in grado di procedere con i giochi o che hanno dimenticato qualcosa.

## Sviluppo e distribuzione
Another Code: Recollection è stato sviluppato da Arc System Works con l'aiuto di diversi ex-impiegati Cing. È stato annunciato nel Nintendo Direct del 14 settembre 2023; lo stesso giorno del Direct Taisuke Kanasaki, precedentemente direttore del gioco e character designer, ha confermato il suo ritorno come art director nei remake. il 15 dicembre dello stesso anno è stato pubblicato un secondo trailer con una demo gratuita i cui dati possono essere trasferiti nel gioco completo. Un terzo trailer è uscito il 9 gennaio 2024 per promuovere il gioco completo.
Oltre ad essere la prima volta che il seguito sbarca in Nord America, Recollection presenta grafiche, musica e puzzle aggiornati oltre che a doppiaggio e cutscene animate in 3D, nuove funzionalità introdotte nei remake. La musica, in particolare, è stata re-registrata e presenta nuovi arrangiamenti, oltre che ad avere nuove tracce originali. Gli effetti sonori sono stati anch'essi re-registrati o riutilizzati.

## Accoglienza
| Testata                          | Giudizio |
| -------------------------------- | -------- |
| Metacritic (media al 23-02-2025) | 73/100   |
| OpenCritic (media al 23-05-2025) | 63%      |
| Destructoid                      | 7/10     |
| Digital Trends                   | 3.5/5    |
| Famitsū                          | 32/40    |
| GameSpot                         | 7/10     |
| Hardcore Gamer                   | 2/5      |
| IGN                              | 7/10     |
| Nintendo Life                    | 7/10     |
| Shacknews                        | 7/10     |
| Video Game Chronicle             | 4/5      |

Il gioco ha ricevuto recensioni "miste o medie" sul sito Metacritic. Su Open Critic è stato raccomandato dal 63% dei critici. Chris Scullion di Video Games Chronicle ha recensito il gioco positivamente, affermando che "per la sua durata, comunque, Another Code: Recollection è un bellissimo gioco d'avventura con una trama toccante che ci ricorda quanto la chiusura di Cing tutti quegli anni fa rimanga comunque una grande perdita." GameCentral su Metro UK ha dato al gioco un punteggio misto, elogiandone le grafiche e disegni, scrivendo però che lo script e i puzzle erano deboli.